# 2396 Kochi
2396 Kochi è un asteroide della fascia principale. Scoperto nel 1981, presenta un'orbita caratterizzata da un semiasse maggiore pari a 2,7934596 UA e da un'eccentricità di 0,0733357, inclinata di 12,60594° rispetto all'eclittica.